# Phare de La Canée
Pour les articles homonymes, voir Phare (homonymie) et La Canée.
Le phare de La Canée ou phare Kolpos Khanion (Κόλπος Χανίων, littéralement « baie de La Canée ») est un phare maritime de 1864, du port de La Canée en Crète, en mer de Crète en Grèce. 

## Histoire
À l'image du phare de Réthymnon de 1838 (à 60 km au sud-est) ce phare est construit au bout d'une digue du vieux port de La Canée (2e plus importante ville de la Crète après sa capitale Héraklion), durant la période égyptienne de la Crète ottomane, à l'emplacement d'un ancien phare édifié au XVIe siècle par les Vénitiens,.

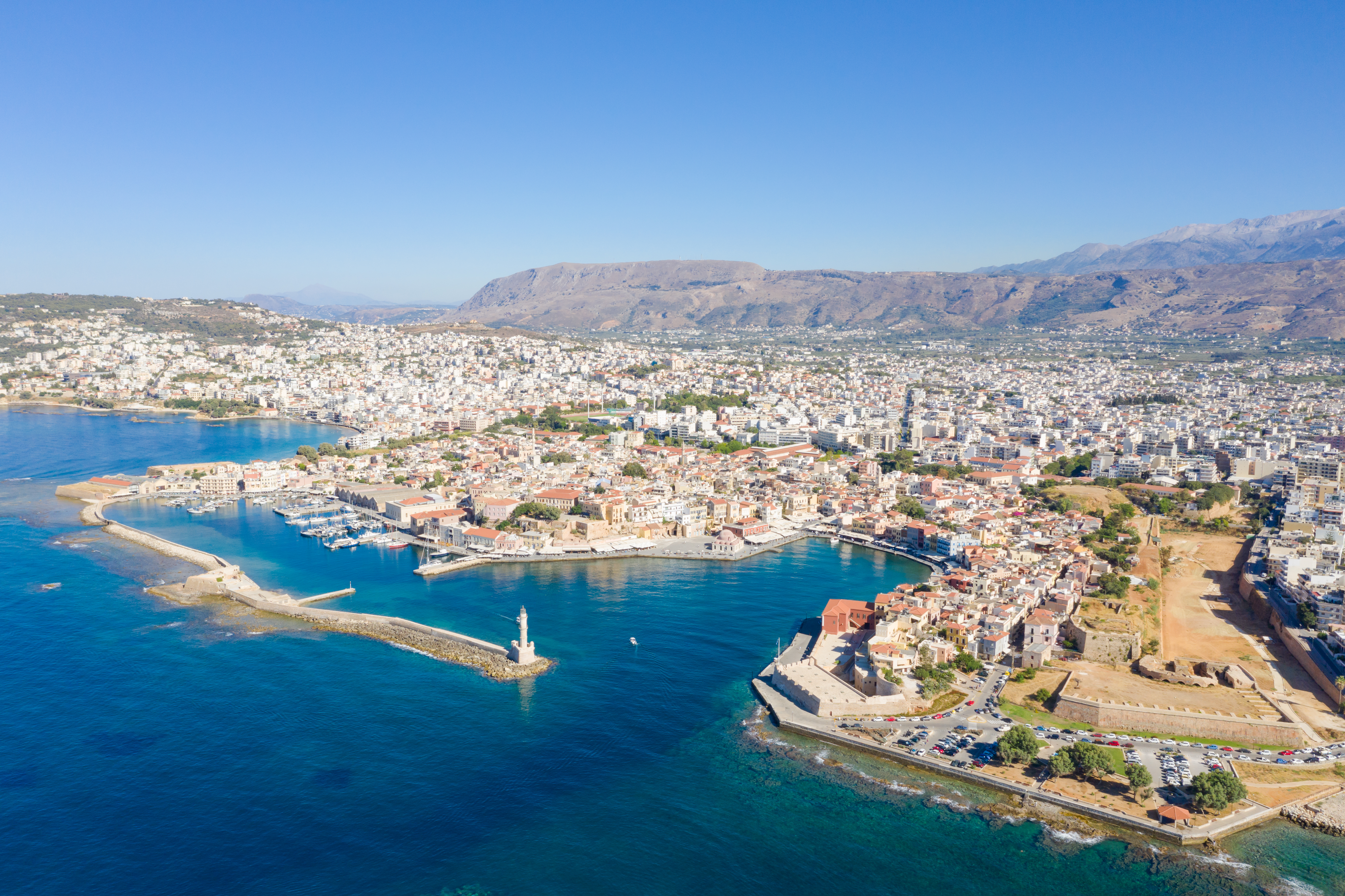
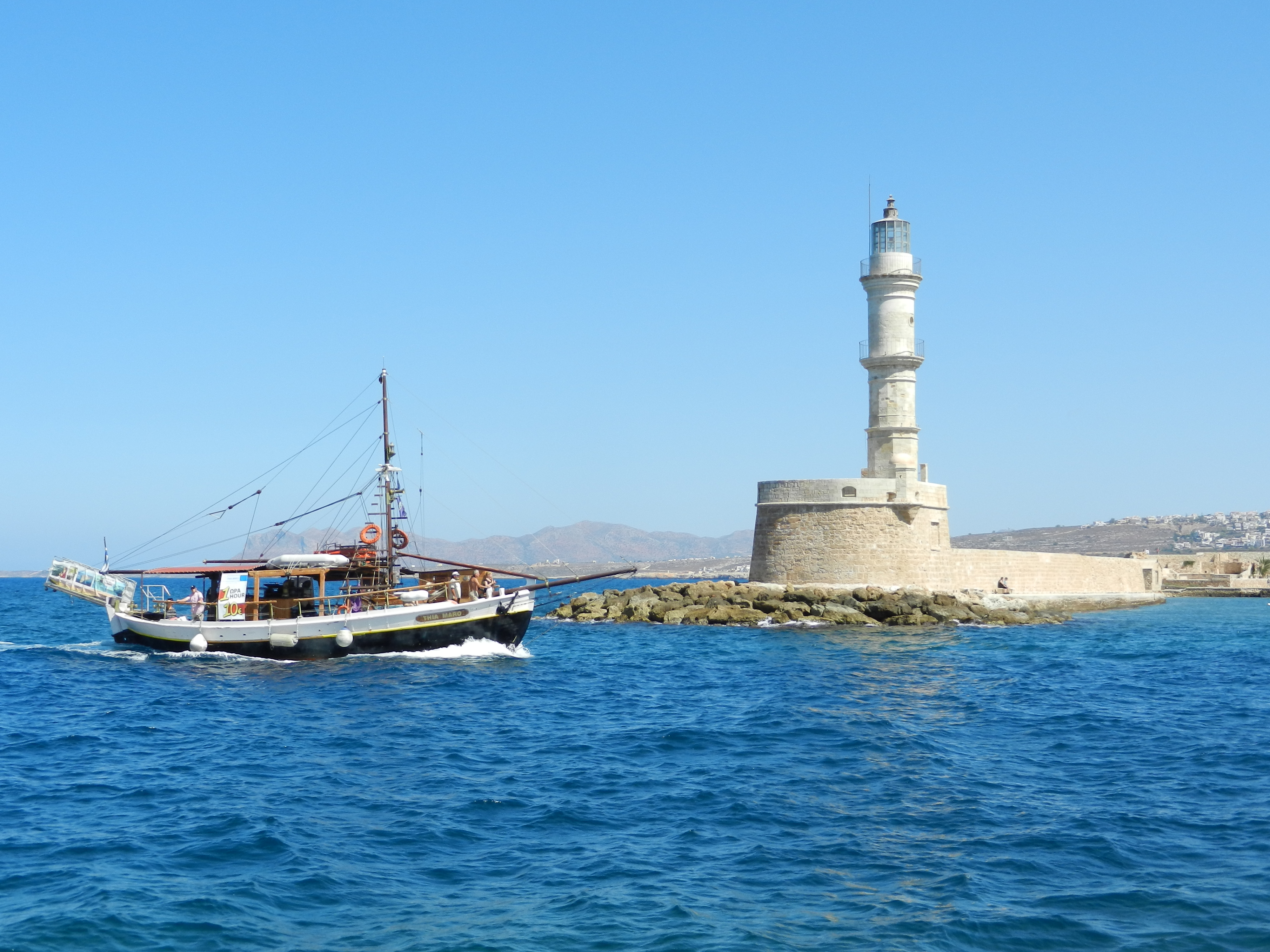

Sa lanterne culmine à 26 m au-dessus de la mer de Crète, et est à ce jour automatisée pour emmètre un 1 flash rouge toutes les 2,5 s, avec une portée de 7 milles marins (13 km). 

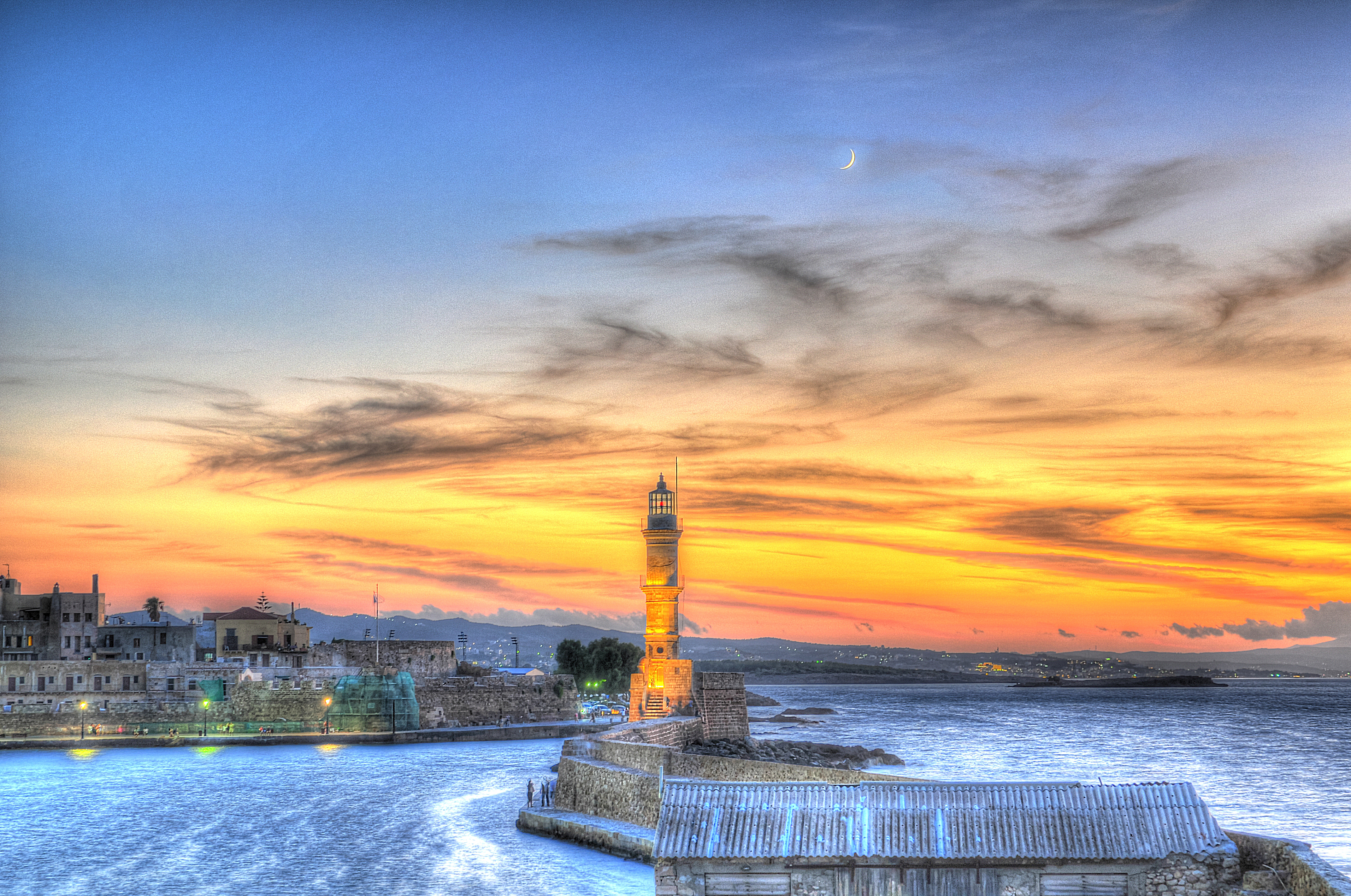
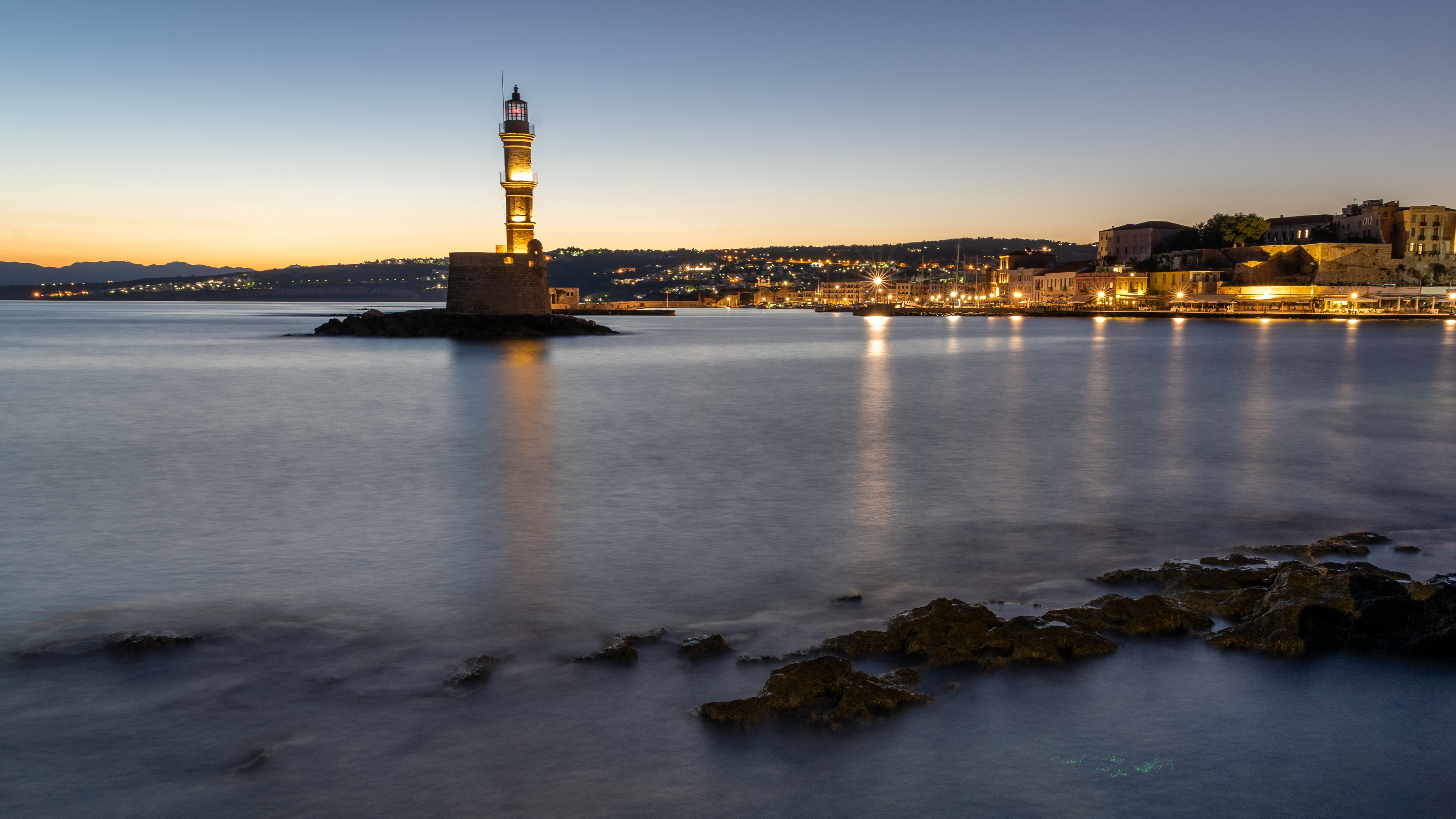

## Codes internationaux
- ARLHS[4] : CRE-004
- NGA : 16012
- Admiralty[5] : E 4781